# New York Jets
New York Jets är en professionell klubb i amerikansk fotboll i New Yorks storstadsområde i delstaten New York i USA, som spelar i National Football League (NFL), i American Football Conference (AFC) East Division. Klubbens hemmaarena är Metlife Stadium, som ligger i East Rutherford i New Jersey och som klubben delar med New York Giants.
Klubben var en av de åtta originalklubbarna i American Football League (AFL), vars första säsong var 1960. Jets spelade där fram till dess att AFL slogs ihop med NFL inför 1970 års säsong.
Jets var den första klubben från AFL att vinna Super Bowl när man mycket överraskande besegrade Baltimore Colts från NFL säsongen 1968, vilket hittills är klubbens enda Super Bowl.

## Historia
I slutet av 1950-talet var det flera potentiella klubbägare som ville gå med i NFL, men ligan vägrade att utöka antalet klubbar. Som svar startade en rad rika affärsmän en konkurrerande liga som döptes till American Football League (AFL). En av de åtta klubbarna placerades i New York under namnet Titans of New York. Den nystartade ligan spelade sin första säsong 1960.

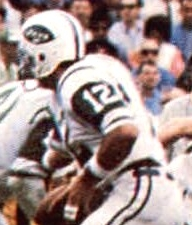
Joe Namath med bollen under Super Bowl III.

Klubben led av stora ekonomiska problem under de första åren och den ursprungliga ägaren Harry Wismer tvingades sälja klubben redan 1963. De nya ägarna bytte genast namn på klubben till New York Jets och ändrade också dräkternas färger från marinblå och guld till grön och vit. Året efter fick klubben nybyggda Shea Stadium som ny hemmaarena i stället för nedgångna Polo Grounds.
Det dröjde till säsongen 1968 innan Jets vann sin division och fick spela om AFL-titeln. Där besegrade man Oakland Raiders med 27–23 och i och med den vinsten fick klubben spela Super Bowl III mot NFL:s mästare, som var Baltimore Colts. Klubbarna i den mycket äldre ligan NFL ansågs av de flesta vara bättre än klubbarna i AFL och Green Bay Packers hade relativt enkelt besegrat klubbarna från AFL i de två första finalmatcherna mellan ligornas mästare. Med Joe Namath i spetsen chockade dock Jets de flesta genom att besegra Colts med 16–7, vilket är klubbens hittills enda seger i Super Bowl-sammanhang.
Efter framgångarna för Jets i slutet av 1960-talet slogs NFL och AFL ihop 1970, och det skulle dröja till 1981 innan Jets återvände till slutspelet. Klubben nådde slutspelet fyra gånger på 1980-talet, där man som längst nådde final i American Football Conference (AFC) 1982. På 1990-talet mäktade Jets endast med två slutspelsframträdanden, men från och med 2001 till och med 2010 nådde klubben slutspel sex gånger i skuggan av divisionsrivalen New England Patriots, som dominerade divisionen under tidsperioden.
Sedan 2010 har Jets dock inte spelat i slutspelet, med ett 10–6-resultat som bäst 2015. Klubben vann bara två matcher av 16 under 2020 års säsong.

## Hemmaarena

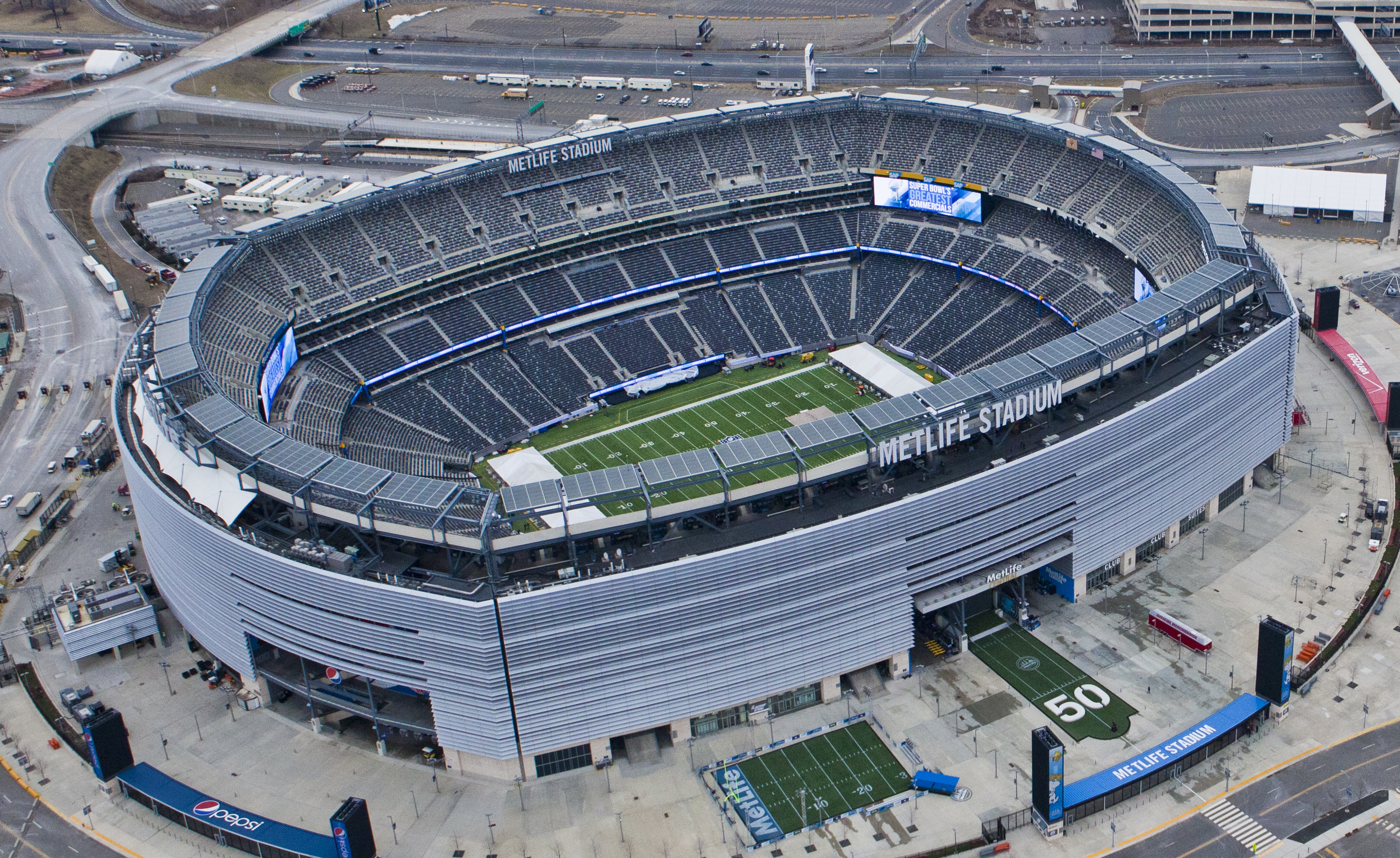
Metlife Stadium inför Super Bowl XLVIII 2014.

New York Jets spelar sedan 2010 sina hemmamatcher på Metlife Stadium, som är belägen i Meadowlands Sports Complex i East Rutherford i New Jersey. Publikkapaciteten ligger på 82 500 åskådare, vilket gör den till den största arenan i NFL. Jets delar arenan med stadsrivalen New York Giants, vilket man även gjorde innan arenan byggdes då båda klubbarna spelade på Giants Stadium.
Jets spelade ursprungligen på Polo Grounds på Manhattan, men efter fyra säsonger där bytte man till Shea Stadium, där man huserade i 20 säsonger innan flytten till Giants Stadium 1984.

## Tävlingsdräkt
- Hemma: Grön tröja, vita byxor
- Borta: Vit tröja, gröna byxor
- Hjälm: Grön med klubbens logotyp

## Super Bowls
Klubben har spelat i en Super Bowl:
- Super Bowl III – vinst mot Baltimore Colts med 16–7

## Spelare och ledare i Pro Football Hall of Fame

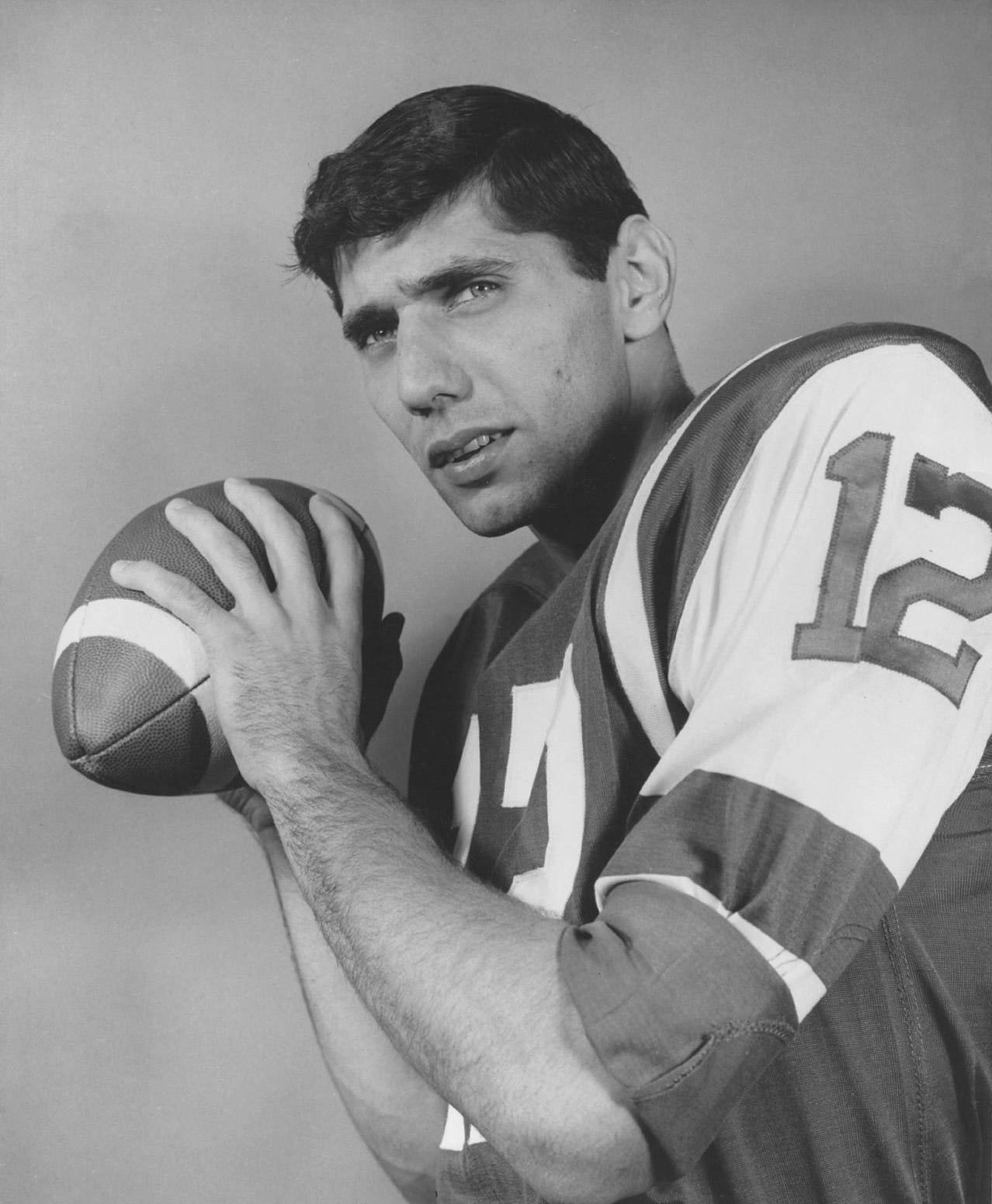
Joe Namath.

20 spelare och ledare i New York Jets hade till och med 2023 valts in i Pro Football Hall of Fame:
- Steve Atwater
- Weeb Ewbank
- Alan Faneca
- Brett Favre
- Winston Hill
- Joe Klecko
- Ty Law
- Ronnie Lott
- Curtis Martin
- Kevin Mawae
- Don Maynard
- Art Monk
- Joe Namath
- Bill Parcells
- Ed Reed
- Darrelle Revis
- John Riggins
- Jason Taylor
- LaDainian Tomlinson
- Ron Wolf

## Klubbrekord
| Kategori      | Spelare/ledare | Rekord       | Säsonger  |
| ------------- | -------------- | ------------ | --------- |
| Passningar    | Joe Namath     | 27 057 yards | 1965–1976 |
| Springspel    | Curtis Martin  | 10 302 yards | 1998–2005 |
| Mottagningar  | Don Maynard    | 11 732 yards | 1960–1972 |
| Poäng         | Pat Leahy      | 1 470 poäng  | 1974–1991 |
| Tränarvinster | Weeb Ewbank    | 71 vinster   | 1963–1973 |